# Aljaksandr Kul'čy
Aljaksandr Mikalaevič Kul'čy (in bielorusso Аляксандр Мікалаевіч Кульчы?, in russo Александр Николаевич Кульчий?; Minsk, 1º novembre 1973) è un allenatore di calcio ed ex calciatore bielorusso.

## Carriera

### Club
Dopo aver giocato con numerose squadre di club, nel 2008 si trasferisce al Rostov, nel campionato russo.

### Nazionale
Dal 1996 al 2012 ha rappresentato la Nazionale bielorussa e con 102 presenze si è issato al primo posto nella classifica di giocatori con più presenze nella sua nazionale

## Palmarès

### Club
- Campionato bielorusso: 1

MPKC Mazyr: 1996
- Coppa di Bielorussia: 1

MPKC Mazyr: 1995-1996

### Individuale
- Calciatore bielorusso dell'anno: 1

2009